# 21074 Рюґен
21074 Рюґен (21074 Rügen) — астероїд головного поясу, відкритий 12 вересня 1991 року.
Тіссеранів параметр щодо Юпітера — 3,461.